# کوه گرلاخوسکی
کوه گرلاخوسکی (اسلواکی: Gerlachovský štít) (به انگلیسی «Gerlachov Peak») بلندترین قله در رشته‌کوه‌های های تاتراس، در اسلواکی و در کل ۱۵۰۰ کیلومتر (۹۳۰ مایل) است که در کنار کوه کارپات واقع شده‌است.
این کوه در ارتفاع ۲۶۵۵ متری (۸۷۱۱ فوت) قرار دارد و ارتفاع دقیق آن از ۰٫۶ متر (۲٫۰ فوت) کمتر است. شکل هرمی توده با یک دایره بزرگ علامت گذاری شده‌است. علی‌رغم ارتفاع نسبتاً کم آن، ارتفاع عمودی حدود ۲۰۰۰ متر از کف دره باعث می‌شود این کوه اوج بگیرد. این کوه در گذشته‌ای بسیار دور با کوهی متوسط در رشته کوه ناهموار تاترا اشتباه گرفته شده‌است، از آن زمان در نظر حاکمان و جمعیت چندین کشور اروپای مرکزی نقشی نمادین داشته‌است، تا جایی که بین قرن ۱۹ و اواسط قرن ۲۰، این کوه چهار نام متفاوت با شش تغییر نام داشت. این کوه توانست مرتفع‌ترین کوه پادشاهی مجارستان و کشورهای چکسلواکی، اسلواکی و دوباره چکسلواکی باشد که در کمتر از سه دهه قرن بیستم قرار دارد.

## محیط زیست
گرلاخوسکی زمین‌شناسی و زیست‌محیطی خود را با بقیه رشته کوه‌های تاتراس بزرگ تقسیم می‌کند یک محیط ارزشمند را برای زیست شناسان به عنوان بالاترین زمین در هر نقطه از اروپا در شمال موازی که تقریباً مونیخ، سالزبورگ و وین را به هم پیوند می‌دهد، فراهم می‌کند.
با محدودیت‌های سفر توسط بلوک شرق، این کوه به ویژه توسط چک، آلمان شرقی، مجارستانی، لهستانی و اسلواکی به عنوان بلندترین نقطه در دسترس برای صعود و کوهنوردی شد. اگرچه مقامات محلی دسترسی به قله را محدود کرده‌اند، اما همچنان سهم بازدیدکنندگان خود را جذب می‌کند.

## ریشه نام

### حال حاضر
«Gerlachovský meanstít» (به معنی قله (دهکده)) است. نام غیررسمی این منطقه به اسلواکی «Gerlach» است. نام‌های رسمی این منطقه به لهستانی «Gerlach» یا «Gierlach» است، در حالی که نام‌های محاوره ای لهستانی آن «Girlach» و «Garłuch» است. دهکده «Gerlachov» خود از زبان آلمانی منشأ می‌گیرد زیرا منطقه «Spiš» در اطراف کوه‌های مرتفع تاترا در اسلواکی قرن‌ها پیش محل سکونت مهاجران آلمانی بوده‌است.